# McDonaldova kritéria
McDonaldova kritéria jsou diagnostická kritéria pro roztroušenou sklerózu (RS). V dubnu 2001 doporučil mezinárodní panel ve spolupráci s americkou National Multiple Sclerosis Society (NMSS) revidovat diagnostická kritéria pro RS. McDonaldova kritéria využívají pokroku v technikách magnetické rezonance (MRI) a mají nahradit Poserova a pozdější Schumacherova kritéria. Nová kritéria ulehčují diagnostiku RS u pacientů, jejichž příznaky a symptomy jsou pro nemoc typické. Patří mezi ně monosymptomatická nemoc či nemoc s typickou relaps-remitentní formou, případně se zákeřnou progresí, avšak bez jasných atak a remisí.
McDonaldova kritéria pro diagnostiku RS byla revidována v roce 2005, aby jasně definovala co je míněno „atakou,“ „diseminací“ (tj. roztroušeností), „pozitivním MRI,“ apod.

## Diagnostická kritéria
| klinický obraz                                                | doplňující údaje |
| ------------------------------------------------------------- | --- |
| - 2 či více atak - 2 či více objektivních známek lézí         | - žádné, klinická symptomatika je dostačující |
| - 2 či více atak - 1 objektivní známka léze                   | - diseminace v prostoru na MR mozku, či - pozitivní mozkomíšní mok a 2 nebo více lézí na MR mozku kompatibilní s RS, či - další klinická ataka z jiného místa                                                                                      |
| - 1 ataka - 2 či více objektivních známek lézí                | - diseminace v čase na MR mozku, či - druhá klinická ataka |
| - 1 ataka (monosymptomatická) - 1 objektivní známka léze      | - diseminace v prostoru na MR mozku, či - pozitivní mozkomíšní mok a 2 nebo více lézí na MR mozku kompatibilních s RS a - diseminace v čase na MR mozku či - další klinická ataka z jiného místa                                                   |
| - 0 atak (primárně progresivní RS) - 1 objektivní známka léze | Jeden rok progrese nemoci a dva z následujících bodů: - pozitivní MR mozku (devět T2 lézí nebo čtyři a více T2 lézí s pozitivními evokovanými potenciály) - pozitivní MR míchy (dvě fokální T2 léze) - pozitivní lumbální punkce mozkomíšního moku |